# نجات اویگور
نجات اویگور (ترکی استانبولی: Nejat Uygur؛ ۱۰ اوت ۱۹۲۷ – ۱۸ نوامبر ۲۰۱۳) هنرپیشه، کمدین اهل ترکیه بود. 
ویزیون تله و فرشته سپید از فیلم‌هایست که او در آن حضور داشته است.